# Tratado de Paris (1920)
O Tratado de Paris de 1920 foi um ato assinado pela Romênia e pelas principais potências aliadas durante a Primeira Guerra Mundial (França, Reino Unido, Itália e Japão), com objetivo do reconhecimento da soberania romena sobre a Bessarábia. O tratado, no entanto, nunca entrou em vigor porque o Japão não o ratificou.
Em 9 de abril de 1918, durante o caos da Guerra Civil Russa e após a intervenção militar romena, a legislatura da Bessarábia (Sfatul Țării) votou a favor da união da Bessarábia com a Romênia com 86 votos a favor, três contra e 36 abstenções, um ato considerado pelos russos como uma invasão romena.
Assim como o Tratado de Versalhes, o tratado de 1920 continha o Pacto da Liga das Nações e, como resultado, não foi ratificado pelos Estados Unidos. Os Estados Unidos se recusaram inicialmente a assinar o Tratado, alegando que a Rússia não estava representada na conferência do tratado.
O Tratado de Paz de Paris de 28 de outubro de 1920 reconheceu formalmente a união da Bessarábia com a Romênia. A união foi reconhecida pelo Reino Unido, França e Itália, mas o Japão não a ratificou e a União Soviética nunca reconheceu esta União.